# Sibyl Vane
Sibyl Vane fou una banda de música indie rock formada a Barcelona per Padi (guitarra i veu), Luciana (baix i veu) i Rocío (bateria). Entre les seves influències es troben bandes com Sleater-Kinney, Bikini Kill, Breeders, Pixies, The Slits, Le Tigre o Superchunk. Van publicar dos discos Mermelada de Tomate (Cydonia, 2004) i Turisme de interior (Bcore Disc, 2006)
Després de la dissolució, Luciana va formar part de grups com Anticonceptivas, Amore, Pegasvs i Thelemáticos (també amb Rocio), actualment lidera Svper. Padi va formar durant un temps Centella i Rocio és un dels components del duo Ultramort.

## Història
El nom de Sibyl Vane prové del llibre El retrat de Dorian Gray d'Oscar Wilde i és el nom de l'actriu de la qual Dorian Gray s'enamora.
Van debutar amb un primer concert l'any 2003, al festival Funhouse, un esdeveniment organitzat per la banda de Barcelona Nisei. Pocs mesos després, graven el seu disc debut Mermelada de Tomate (Cydonia, 2004) amb el productor Lluís Cots i mesclat per Santi Garcia. L'àlbum es cola en les llistes del millor de l'any de diversos mitjans especialitzats. La primera edició s'esgota en temps rècord. En publiquen una segona edició, aquesta vegada amb el segell Bcore, amb tres cançons totalment noves i enregistrades als estudis de Jens Neumaier del grup 12Twelve.
Abans de l'edició del seu segon disc, una cançó seua va ser inclosa en el recopilatori del 15è aniversari del segell Bcore BCore Disc 15th Anniversary 1990-2005 (2005). A més, en conjunt amb un incipient segell amb un peu a Madrid i un altre a Berlín, Piedra Papel Tijera, editen Consumir Preferiblemente (Piedra, Papel, Tijera, 2005), un disc de quatre cançons, les tres que es van afegir a la reedició de Mermelada de Tomàquet més la inèdita fins llavors «Fecha de caducidad», que més tard inclouran en el seu segon disc.
Turismo de Interior (BCore, 2006), publicat l'octubre de 2006 fou llur segon àlbum d'estudi. Aquesta vegada va ser produït per Santi Garcia i va significar un gir en la seva curta carrera. Són onze cançons amb un so més cru i agressiu que els seus predecessors.
A final de l'any 2007 van anunciar de manera molt discreta la seva dissolució.